# Konvertor (metalurgie)

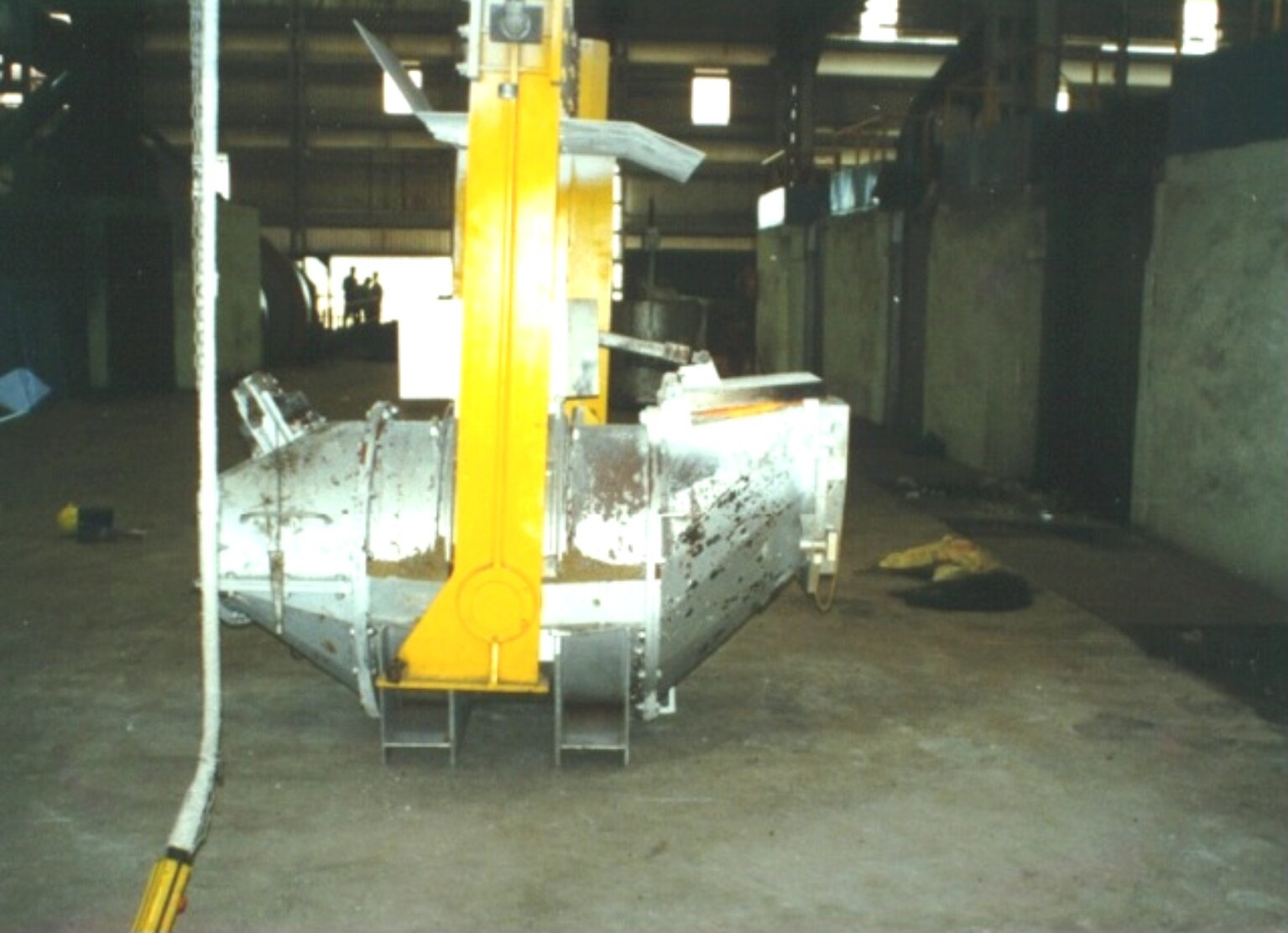
Kompaktní konvertor

Ocelárenský konvertor používaný v metalurgii je přístroj, který vhání do roztaveného surového železa vzduch nebo kyslík, čímž dochází k odstranění přebytečného uhlíku, křemíku, síry a fosforu a vzniká tak tavenina ocele. Kvalita ocele se vyjadřuje pomocí binárního diagramu železo-uhlík.
Podobné zařízení sloužící k modifikaci taveniny hořčíkem při výrobě tvárné litiny se nazývá Fischerův konvertor.

## Typy konvertorů
- vzduchový
  - Bessemerův konvertor - s kyselou vyzdívkou
  - Thomasův konvertor - se zásaditou vyzdívkou

- kyslíkový
  - s dmýcháním horní tryskou
    - systém LD - vyvinutý v Rakousku po 2. sv válce (Linz - Donavitz), nejužívanější
    - systém LD-CL - japonská varianta s rotující tryskou
    - systém Kaldo - šikmý rotující konvertor

  - dmýchání dnem
    - systém OBM - v Německu
    - systém Q-BOP - v Americe
    - systém OXYVIT - Vítkovice

  - kombinované dmýchání
    - systém LBE
    - systém TBM